# LSR J1835+3259
Координати:  18г 35м 37.902с, +32° 59′ 54.59″
LSR J1835+3259 — коричневий карлик спектрального класу M8.5, знаходиться в сузір'ї Ліра, відкриття якого було опубліковано в 2003 році. Зірка знаходиться на відстані 18,48 світлових років від Землі.
У ході спостережень за LSR J1835 + 3259 вдалось виявити сяйво на його полюсах. За оцінками дослідників, полярне сяйво на цій зірці за інтенсивністю і яскравістю випромінювання в 10000 разів перевершує подібні атмосферні явища на Юпітері, які є найпотужнішими в Сонячній системі.
Крім того, дослідникам вдалось виявити ряд раніше невідомих властивостей, які ріднять коричневі карлики з великими газовими планетами. Характер випущених світилом радіохвиль виявився напрочуд схожим на такий у Юпітера, коли лінії його магнітного поля, взаємодіючи з сонячним вітром, змушують світитися збуджені молекули газу. Цей факт і призвів астрофізиків до відкриття, для чого потрібно було провести ряд додаткових спостережень в оптичному і радіохвильових діапазонах.
Згідно з оцінками вчених, механізм формування полярних сяйв на гранично холодних зірках, коричневих карликах в цілому повинен бути таким же як на Юпітері. З цього випливає, що дані об'єкти повинні володіти зовнішньою атмосферою і потужною магнітосферою. Власне, потужність останньої навіть вдалося виміряти: магнітосфера LSR J1835+3259 в 200 разів сильніша, ніж у Юпітера.